# خانه (فیلم ۲۰۰۸)
خانه (انگلیسی: House) فیلمی در ژانر ترسناک است که در سال ۲۰۰۸ منتشر شد.

## بازیگران
- مایکل مدسن
- جولی آن امری
- جی. پی. دیویس
- لزلی ایستربروک
- لو تامپل
- بیل مسلی